# Thelotrema pauperculum
Thelotrema pauperculum är en lavart som beskrevs av Vain. 1929. Thelotrema pauperculum ingår i släktet Thelotrema och familjen Thelotremataceae.   Inga underarter finns listade i Catalogue of Life.